# Anna Gurbanova
Pour les articles homonymes, voir Gurbanov.
Anna Gurbanova est une gymnaste rythmique azerbaïdjanaise née le 24 septembre 1986 à Moscou.

## Palmarès

### Championnats du monde
- Patras 2007
  -  médaille de bronze au concours général par équipes.

- Mie 2009
  -  médaille de bronze au concours général par équipes.

- Moscou 2010
  -  médaille de bronze au concours général par équipes.

### Championnats d'Europe
- Bakou 2007
  -  médaille de bronze au concours général par équipes.

- Bakou 2009
  -  médaille d'argent au concours général par équipes.
  -  médaille de bronze au ballon.